# Декомпрессия (медицина)
Декомпре́ссия — устранение сдавления спинного или головного мозга, его корешков, сосудов. Причиной сдавления, как правило, являются грыжа диска, разросшиеся связки, костные наросты — остеофиты, увеличенные части суставов позвонков и т. д. В зависимости от того, где и какое сдавление присутствует, выбирается вид декомпрессии — передняя или задняя. При этом удаляются патологические образования, сдавливающие нервные или сосудистые структуры. Часто декомпрессия сочетается со стабилизацией.